# تولیو سولنگی
تولیو سولِنگی (ایتالیایی: Tullio Solenghi؛ زادهٔ ۲۱ مارس ۱۹۴۸) بازیگر، صداپیشه، کمدین، مجری تلویزیون، کارگردان نمایش و مقلد صدا اهل ایتالیا است.
او در سال ۱۹۸۶ در برنامه‌ای نمایشی، به تقلید و بدل‌کاری از شخصیت سید روح‌الله خمینی پرداخت که با واکنش‌های بین‌المللی و تهدید به مرگ از سوی بنیادگراهای اسلامی مواجه شد.
از فیلم‌هایی که وی در آن نقش داشته‌است، می‌توان به محافظ شخصی، من زامبی، تو زامبی، او زامبی، چه روز زیبایی و همسر در سفر… دل‌داده در شهر اشاره کرد.